# Mijaíl Sharojin
Mijaíl Nikoláyevich Sharojin (en ruso: Михаил Николаевич Шарохин; Ivanovskoye, Imperio ruso, 11 de noviembrejul./ 23 de noviembre de 1898greg. - Moscú, Unión Soviética, 19 de septiembre de 1974) fue un líder militar soviético que combatió durante la Primera Guerra Mundial, la guerra civil rusa y en la Segunda Guerra Mundial, en este último conflicto fue comandante de los 37.º y 57.º ejércitos y fue galardonado con el título de Héroe de la Unión Soviética (1945). 

## Biografía

### Infancia y juventud
Mijaíl Sharojin nació el  23 de noviembre de 1898 en el seno de una familia de campesinos rusos en la pequeña localidad rural de Ivanovskoye en la gobernación de Yaroslavl en esa época parte del imperio ruso. Se graduó en la escuela local en 1909.
En febrero de 1917 fue llamado al servicio militar en el Ejército Imperial Ruso, en cuyas filas combatió en la Primera Guerra Mundial, luchó como soldado raso en el Frente Norte. Durante los acontecimientos revolucionarios de 1917, se puso del lado de los bolcheviques y en noviembre de 1917 se unió a la Guardia Roja, en febrero de 1918 participó en numerosas batallas contra los alemanes cerca de la ciudad de Pskov. En mayo fue desmovilizado y regresó a su tierra natal, donde trabajó en el ferrocarril, luego fue elegido presidente del Comité de los Pobres.

### Guerra civil rusa
En noviembre de 1918 se alistó como voluntario en el Ejército Rojo para combatir en la guerra civil rusa. Al principio se desempeñó como jefe de un equipo de ametralladoras de una división de caballería independiente de la división de caballería de Yaroslavl, con la que participó en diversas batallas contra unidades de la Guardia Blanca cerca de Arcangél. En abril de 1919 fue asignado a la 3.ª División de Caballería en el Frente Oriental, donde asumió sucesivamente los puestos deː jefe de un equipo de ametralladoras y comandante de pelotón. Luchó contra el ejército ruso blanco del almirante Aleksandr Kolchak y el ejército de Oremburgo del general Aleksandr Dútov. En enero de 1922, fue transferido al Frente del Turquestán, donde luchó contra el alzamiento de los Basmachí como comandante de escuadrón del 14.º Regimiento de Caballería de la 3.ª División de Caballería. Durante estas batallas fue herido en tres ocasiones.
En noviembre de 1922 fue enviado al 7.º Regimiento de Caballería de Zaamur: primero como comandante de pelotón y después como subcomandante de escuadrón. Se graduó de los cursos de formación avanzada de caballería para el personal de mando en 1926. Después de graduarse, en octubre de 1926, fue enviado a servir en la 5.ª División de Caballería de Stávropol en el Distrito Militar del Cáucaso Norte, como comandante de un escuadrón de ametralladoras y director de una escuela de regimiento. En 1932 fue enviado a estudiar a la Academia Militar Frunze donde se graduó en 1936. Sin embargo, después de graduarse, el ex soldado de caballería, fue enviado inesperadamente a servir en la aviación, en mayo de 1936 fue nombrado jefe de Estado Mayor de la 55.ª Brigada de Aviación de Bombarderos Ligeros, luego fue jefe del Estado Mayor de la 78.ª Brigada de Bombarderos ligeros de alta velocidad y en 1937 fue nombrado comandante de la brigada.
En 1939 se graduó en la Academia Militar del Estado Mayor General del Ejército Rojo y ese mismo año fue nombrado asistente principal del jefe del departamento, en 1940 fue jefe del Departamento de Medio Oriente de la Dirección de Operaciones del Estado Mayor General del Ejército Rojo.

### Segunda Guerra Mundial
Durante el primer año de la guerra, continuó sirviendo en el Estado Mayor General, primero como Subjefe de la Dirección de Operaciones y luego como Subjefe del Estado Mayor. En febrero de 1942, fue asignado como jefe de Estado Mayor al 3.er Ejército de Choque en el Frente de Kalinin. En agosto de 1942 como jefe de Estado Mayor del Frente del Noroeste y en octubre de 1942 como jefe de Estado Mayor del Frente del Vóljov. En estos puestos participó en la operación ofensiva de Demiansk y en la operación Chispa.

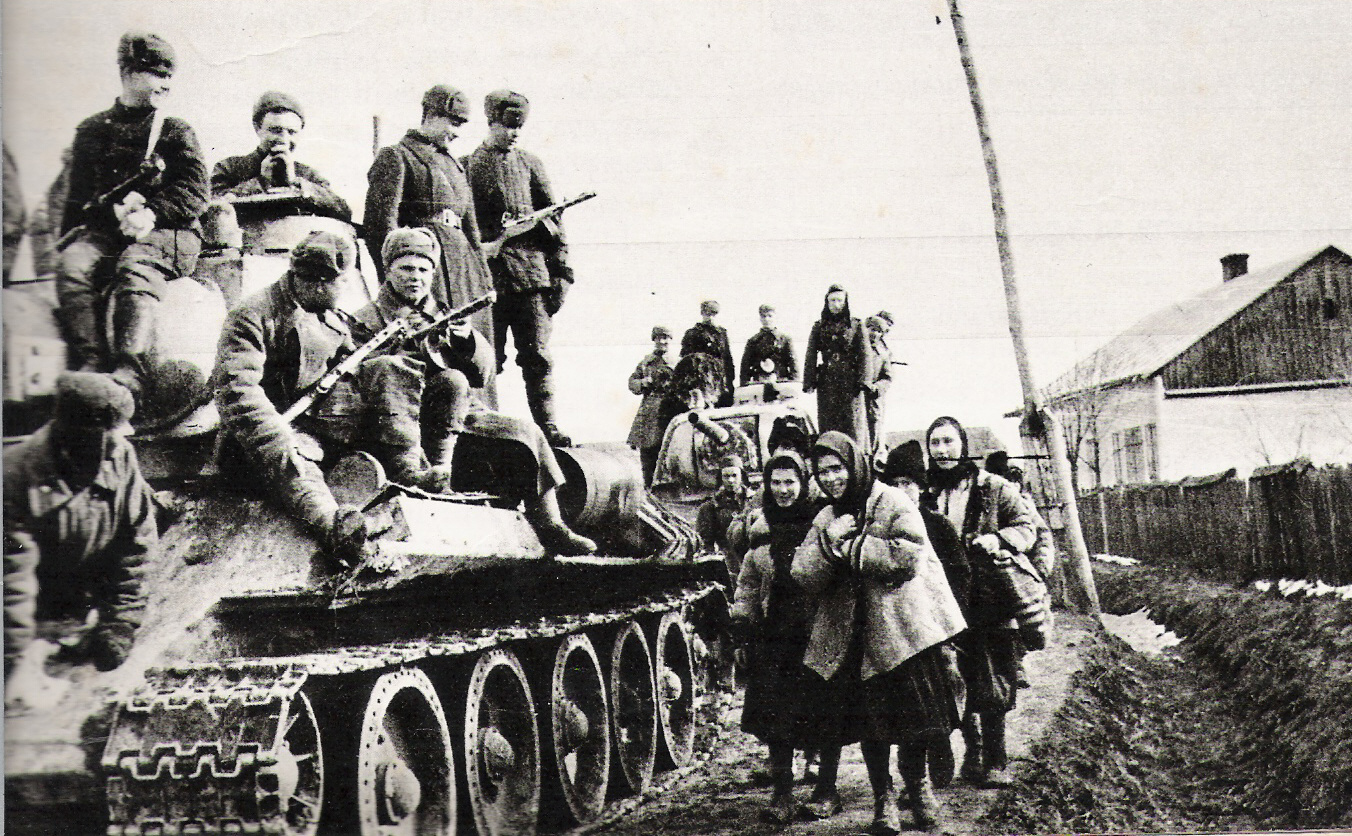
Tropas soviéticas y vehículos blindados en un pequeño pueblo ucraniano recién liberado durante la ofensiva del Dniéper-Cárpatos

En agosto de 1943 estuvo al mando del 37.º Ejército, integrado primero en el Frente de la Estepa y luego en los 3.º y 4.º frentes ucranianos, con este ejército participó en la batalla del Dniéper y en la ofensiva del Dniéper-Cárpatos. En estas batallas, las tropas del ejército cruzaron los ríos Dniéper, Ingulets, Inhul, Bug Meridional y liberaron las localidades ucranianas de Krivói Rog (22-02-1944), Voznesensk (24-03-1944) y Tiráspol (12-04-1944). A finales de septiembre de 1944, las tropas del 37.º Ejército llegaron a las ciudades búlgaras de Kazanlak, Yámbol y Burgas. A partir de octubre de 1944 y hasta el final de la guerra comandó el 37.º Ejército en el Tercer Frente Ucraniano con el que participó en las operaciones de Budapest, Balaton y Viena.
Por decreto del Presídium del Sóviet Supremo de la URSS del 28 de abril de 1945, «por el desempeño ejemplar de las tareas de mando en el frente contra los invasores fascistas y el valor y el heroísmo mostrados al mismo tiempo», recibió el título de Héroe de la Unión Soviética, con la Orden de Lenin y la medalla Estrella de Oro N.º 5433.

### Posguerra
Después de la guerra continuó al mando del 57.º Ejército, en julio de 1945 fue transferido al Grupo de Fuerzas del Sur. Posteriormente fue asignado al Estado Mayor General donde ejerció sucesivamente los siguientes puestos: en abril de 1946 jefe del departamento de estudio de la experiencia de guerra en el Estado Mayor, en enero de 1952, subjefe de la Dirección Científica Militar Principal del Estado Mayor General, en abril de 1953 jefe del Departamento de Instituciones Educativas Militares Superiores del Ministerio de Defensa de la URSS, en marzo de 1957 consultor científico del viceministro de Defensa para la Ciencia Militar y, en abril de 1958, consultor militar del Grupo de Inspectores Generales del Ministerio de Defensa de la URSS.
Se retiró del ejército en 1960 y fijó su residencia en Moscú, donde murió el 19 de septiembre de 1974. Fue enterrado en el cementerio Novodévichi de la capital moscovita.

## Promociones
- Kombrig (5 de abril de 1940)
- Mayor general (4 de junio de 1940)
- Teniente general (21 de mayo de 1942)
- Coronel general (19 de abril de 1945).[3]

## Condecoraciones

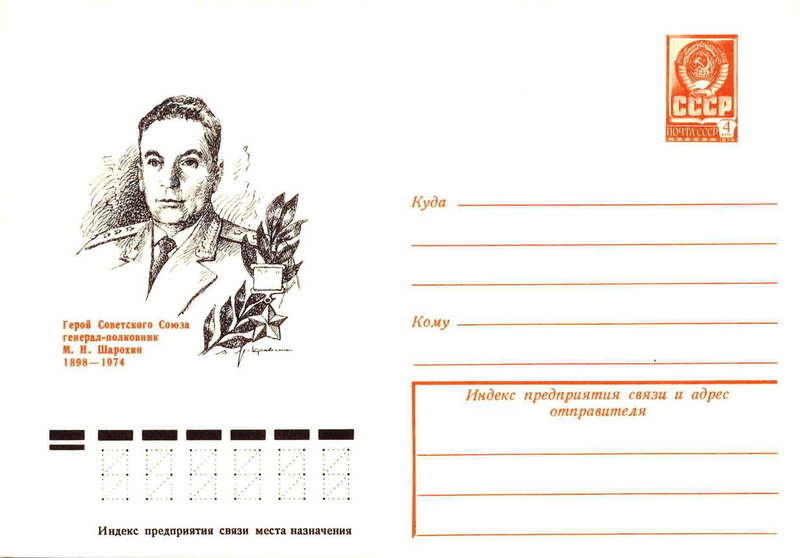
Tarjeta postal soviética de 1978 ilustrada con el retrato Mijaíl Sharojin

|  | Héroe de la Unión Soviética (N.º 5433; 28 de abril de 1945).                                           |
|  | Orden de Lenin, tres veces (13 de septiembre de 1944, 21 de febrero de 1945 y 28 de abril de 1945).    |
|  | Orden de la Bandera Roja, cuatro veces (21 de mayo de 1942, 3 de noviembre de 1944, ...).              |
|  | Orden de la Estrella Roja (1940).                                                                      |
|  | Orden de Suvórov de 1.er grado (20 de diciembre de 1943).                                              |
|  | Orden de Kutúzov de 2.do grado (8 de febrero de 1943).                                                 |
|  | Orden de Bohdán Jmelnitski de 1.er grado (19 de marzo de 1944).                                        |
|  | Medalla del 20.º Aniversario del Ejército Rojo de Obreros y Campesinos                                 |
|  | Medalla Conmemorativa por el Centenario del Natalicio de Lenin «Al valor militar»                      |
|  | Medalla por la Defensa de Leningrado                                                                   |
|  | Medalla por la Defensa de Moscú                                                                        |
|  | Medalla por la Victoria sobre Alemania en la Gran Guerra Patria 1941-1945 (1945)                       |
|  | Medalla Conmemorativa del 20.º Aniversario de la Victoria en la Gran Guerra Patria de 1941-1945 (1965) |
|  | Medalla Conmemorativa del 30.º Aniversario de la Victoria en la Gran Guerra Patria de 1941-1945 (1975) |
|  | Medalla Conmemorativa del 40.º Aniversario de la Victoria en la Gran Guerra Patria de 1941-1945        |
|  | Medalla Conmemorativa del 50.º Aniversario de la Victoria en la Gran Guerra Patria de 1941-1945        |
|  | Medalla Conmemorativa del 800.º Aniversario de Moscú                                                   |
|  | Medalla Conmemorativa del 250.º Aniversario de Leningrado                                              |